# Élections législatives de 1962 en Gironde
Les élections législatives françaises de 1962 se déroulent les 18 et 25 novembre 1962. Dans le département de la Gironde, dix députés sont à élire dans le cadre de dix circonscriptions.

## Élus
| Circonscription | Député sortant                            | Parti | Parti | Député élu ou réélu   | Parti | Parti   |
| --------------- | ----------------------------------------- | ----- | ----- | --------------------- | ----- | ------- |
| 1re             | Arthur Richards                           |       | UNR   | Arthur Richards       |       | UNR-UDT |
| 2e              | Jacques Chaban-Delmas                     |       | UNR   | Jacques Chaban-Delmas |       | UNR-UDT |
| 3e              | Jacques Lavigne                           |       | UNR   | Jacques Lavigne       |       | UNR-UDT |
| 4e              | René Cassagne                             |       | SFIO  | René Cassagne         |       | SFIO    |
| 5e              | Émile Liquard                             |       | UNR   | Aymar Achille-Fould   |       | CNIP    |
| 6e              | Jean-Claude Dalbos                        |       | UNR   | Robert Brettes        |       | SFIO    |
| 7e              | Lucien de Gracia                          |       | UNR   | Franck Cazenave       |       | CNIP    |
| 8e              | Jean Sourbet                              |       | CNIP  | Jean Sourbet          |       | CNIP    |
| 9e              | André Lathière suppléant de Robert Boulin |       | UNR   | Robert Boulin         |       | UNR-UDT |
| 10e             | Gérard Deliaune                           |       | UNR   | Gérard Deliaune       |       | UNR-UDT |

## Résultats

### Résultats à l'échelle du département
| Parti          | Parti                                          | Premier tour | Premier tour | Second tour | Second tour | Sièges |
| Parti          | Parti                                          | Voix         | %            | Voix        | %           | Sièges |
| -------------- | ---------------------------------------------- | ------------ | ------------ | ----------- | ----------- | ------ |
|                | Union pour la nouvelle République (UDT)        | 149 273      | 41,75        | 159 656     | 46,91       | 5      |
|                | Modérés                                        | 2 986        | 0,84         | Retrait     | Retrait     | 0      |
|                | Majorité présidentielle                        | 152 259      | 42,59        | 159 656     | 46,91       | 5      |
|                |                                                |              |              |             |             |        |
|                | Centre national des indépendants et paysans    | 58 066       | 16,24        | 87 053      | 25,58       | 3      |
|                | Mouvement républicain populaire                | 6 197        | 1,73         |             |             | 0      |
|                | Centre démocratique                            | 64 263       | 17,98        | 87 053      | 25,58       | 3      |
|                |                                                |              |              |             |             |        |
|                | Section française de l'Internationale ouvrière | 66 059       | 18,48        | 83 635      | 24,57       | 2      |
|                | Parti communiste français                      | 56 321       | 15,75        | 10 030      | 2,95        | 0      |
|                | Parti radical                                  | 12 345       | 3,45         | Retrait     | Retrait     | 0      |
|                | Extrême droite                                 | 3 408        | 0,95         |             |             | 0      |
|                | Parti socialiste unifié                        | 2 847        | 0,80         | 0           |             |        |
|                |                                                |              |              |             |             |        |
| Inscrits       | Inscrits                                       | 567 010      | 100,00       | 517 746     | 100,00      | 10     |
| Abstentions    | Abstentions                                    | 200 217      | 35,31        | 165 670     | 32          |        |
| Votants        | Votants                                        | 366 793      | 64,69        | 352 076     | 68          |        |
| Blancs et nuls | Blancs et nuls                                 | 9 291        | 2,53         | 11 702      | 3,32        |        |
| Exprimés       | Exprimés                                       | 357 502      | 97,47        | 340 374     | 96,68       |        |

### Résultats par circonscription

#### Première circonscription (Bordeaux-I)
| Candidat       | Candidat                      | Parti          | Premier tour | Premier tour | Second tour | Second tour |  |
| Candidat       | Candidat                      | Parti          | Voix         | %            | Voix        | %           |  |
| -------------- | ----------------------------- | -------------- | ------------ | ------------ | ----------- | ----------- |  |
|                | Arthur Richards sortant réélu | UNR-UDT        | 22 208       | 45,69        | 25 286      | 52,36       |  |
|                | Paul Estèbe                   | CNIP           | 10 567       | 21,74        | 14 445      | 29,91       |  |
|                | André Treuillé                | SFIO           | 8 666        | 17,83        | 8 559       | 17,72       |  |
|                | Jean Basile                   | PCF            | 7 170        | 14,75        | Retrait     | Retrait     |  |
|                |                               |                |              |              |             |             |  |
| Inscrits       | Inscrits                      | Inscrits       | 76 416       | 100,00       | 76 418      | 100,00      |  |
| Abstentions    | Abstentions                   | Abstentions    | 26 867       | 35,16        | 26 825      | 35,1        |  |
| Votants        | Votants                       | Votants        | 49 549       | 64,84        | 49 593      | 64,9        |  |
| Blancs et nuls | Blancs et nuls                | Blancs et nuls | 938          | 1,89         | 1 303       | 2,63        |  |
| Exprimés       | Exprimés                      | Exprimés       | 48 611       | 98,11        | 48 290      | 97,37       |  |

#### Deuxième circonscription (Bordeaux-II)
|                | Jacques Chaban-Delmas sortant réélu | UNR-UDT        | 15 524 | 53,83  |  |  |  |
|                | Roger Lacaze                        | MRP            | 6 197  | 21,49  |  |  |  |
|                | Bernard Mazon                       | PCF            | 3 950  | 13,7   |  |  |  |
|                | André Dubruel                       | UFF            | 3 169  | 10,99  |  |  |  |
|                |                                     |                |        |        |  |  |  |
| Inscrits       | Inscrits                            | Inscrits       | 47 180 | 100,00 |  |  |  |
| Abstentions    | Abstentions                         | Abstentions    | 17 573 | 37,25  |  |  |  |
| Votants        | Votants                             | Votants        | 29 607 | 62,75  |  |  |  |
| Blancs et nuls | Blancs et nuls                      | Blancs et nuls | 767    | 2,59   |  |  |  |
| Exprimés       | Exprimés                            | Exprimés       | 28 840 | 97,41  |  |  |  |

#### Troisième circonscription (Bordeaux-III)
| Candidat       | Candidat                      | Parti          | Premier tour | Premier tour | Second tour | Second tour |  |
| Candidat       | Candidat                      | Parti          | Voix         | %            | Voix        | %           |  |
| -------------- | ----------------------------- | -------------- | ------------ | ------------ | ----------- | ----------- |  |
|                | Jacques Lavigne sortant réélu | UNR-UDT        | 15 184       | 45,9         | 17 998      | 53,52       |  |
|                | Henri Deschamps               | SFIO           | 7 735        | 23,38        | 15 631      | 46,48       |  |
|                | Henri Dubreuil                | PCF            | 5 672        | 17,14        | Retrait     | Retrait     |  |
|                | Adrien Junca                  | CNIP           | 4 492        | 13,58        | Retrait     | Retrait     |  |
|                |                               |                |              |              |             |             |  |
| Inscrits       | Inscrits                      | Inscrits       | 54 851       | 100,00       | 54 851      | 100,00      |  |
| Abstentions    | Abstentions                   | Abstentions    | 21 006       | 38,3         | 19 992      | 36,45       |  |
| Votants        | Votants                       | Votants        | 33 845       | 61,7         | 34 859      | 63,55       |  |
| Blancs et nuls | Blancs et nuls                | Blancs et nuls | 762          | 2,25         | 1 230       | 3,53        |  |
| Exprimés       | Exprimés                      | Exprimés       | 33 083       | 97,75        | 33 629      | 96,47       |  |

#### Quatrième circonscription (Créon)
| Candidat       | Candidat                    | Parti          | Premier tour | Premier tour | Second tour | Second tour |  |
| Candidat       | Candidat                    | Parti          | Voix         | %            | Voix        | %           |  |
| -------------- | --------------------------- | -------------- | ------------ | ------------ | ----------- | ----------- |  |
|                | René Cassagne sortant réélu | SFIO           | 13 706       | 41,22        | 21 873      | 65,1        |  |
|                | André Piganaux              | UNR-UDT        | 8 944        | 26,9         | 11 724      | 34,9        |  |
|                | Jean Rieu                   | PCF            | 7 617        | 22,91        | Retrait     | Retrait     |  |
|                | Charles Bertin              | Modérés        | 2 986        | 8,98         | Retrait     | Retrait     |  |
|                |                             |                |              |              |             |             |  |
| Inscrits       | Inscrits                    | Inscrits       | 53 045       | 100,00       | 53 041      | 100,00      |  |
| Abstentions    | Abstentions                 | Abstentions    | 19 123       | 36,05        | 18 390      | 34,67       |  |
| Votants        | Votants                     | Votants        | 33 922       | 63,95        | 34 651      | 65,33       |  |
| Blancs et nuls | Blancs et nuls              | Blancs et nuls | 669          | 1,97         | 1 054       | 3,04        |  |
| Exprimés       | Exprimés                    | Exprimés       | 33 253       | 98,03        | 33 597      | 96,96       |  |

#### Cinquième circonscription (Lesparre-Médoc)
| Candidat       | Candidat                | Parti          | Premier tour | Premier tour | Second tour | Second tour |  |
| Candidat       | Candidat                | Parti          | Voix         | %            | Voix        | %           |  |
| -------------- | ----------------------- | -------------- | ------------ | ------------ | ----------- | ----------- |  |
|                | Émile Liquard sortant   | UNR-UDT        | 12 791       | 40,08        | 15 605      | 44,99       |  |
|                | Aymar Achille-Fould élu | CNIP           | 7 087        | 22,21        | 19 080      | 55,01       |  |
|                | Guy Lartigue            | SFIO           | 5 134        | 16,09        | Retrait     | Retrait     |  |
|                | Louis-Marcel Godefroy   | PCF            | 4 161        | 13,04        | Retrait     | Retrait     |  |
|                | André Dartigues         | Radsoc         | 2 742        | 8,59         | Retrait     | Retrait     |  |
|                |                         |                |              |              |             |             |  |
| Inscrits       | Inscrits                | Inscrits       | 51 342       | 100,00       | 51 346      | 100,00      |  |
| Abstentions    | Abstentions             | Abstentions    | 18 543       | 36,12        | 15 229      | 29,66       |  |
| Votants        | Votants                 | Votants        | 32 799       | 63,88        | 36 117      | 70,34       |  |
| Blancs et nuls | Blancs et nuls          | Blancs et nuls | 884          | 2,7          | 1 432       | 3,96        |  |
| Exprimés       | Exprimés                | Exprimés       | 31 915       | 97,3         | 34 685      | 96,04       |  |

#### Sixième circonscription (Mérignac)
| Candidat       | Candidat                   | Parti          | Premier tour | Premier tour | Second tour | Second tour |  |
| Candidat       | Candidat                   | Parti          | Voix         | %            | Voix        | %           |  |
| -------------- | -------------------------- | -------------- | ------------ | ------------ | ----------- | ----------- |  |
|                | Jean-Claude Dalbos sortant | UNR-UDT        | 18 384       | 45,82        | 20 507      | 48,11       |  |
|                | Robert Brettes élu         | SFIO           | 11 700       | 29,16        | 22 116      | 51,89       |  |
|                | René Duhourquet            | PCF            | 8 445        | 21,05        | Retrait     | Retrait     |  |
|                | Robert Weill               | PSU            | 1 594        | 3,97         |             |             |  |
|                |                            |                |              |              |             |             |  |
| Inscrits       | Inscrits                   | Inscrits       | 58 974       | 100,00       | 58 968      | 100,00      |  |
| Abstentions    | Abstentions                | Abstentions    | 18 078       | 30,65        | 15 535      | 26,34       |  |
| Votants        | Votants                    | Votants        | 40 896       | 69,35        | 43 433      | 73,66       |  |
| Blancs et nuls | Blancs et nuls             | Blancs et nuls | 773          | 1,89         | 810         | 1,86        |  |
| Exprimés       | Exprimés                   | Exprimés       | 40 123       | 98,11        | 42 623      | 98,14       |  |

#### Septième circonscription (Arcachon)
| Candidat       | Candidat                 | Parti          | Premier tour | Premier tour | Second tour | Second tour |  |
| Candidat       | Candidat                 | Parti          | Voix         | %            | Voix        | %           |  |
| -------------- | ------------------------ | -------------- | ------------ | ------------ | ----------- | ----------- |  |
|                | Lucien de Gracia sortant | UNR-UDT        | 16 693       | 40,09        | 19 045      | 45,64       |  |
|                | Franck Cazenave élu      | CNIP           | 11 207       | 26,92        | 22 687      | 54,36       |  |
|                | André Le Floch           | SFIO           | 8 482        | 20,37        | Retrait     | Retrait     |  |
|                | Jean Barrière            | PCF            | 5 254        | 12,62        | Retrait     | Retrait     |  |
|                |                          |                |              |              |             |             |  |
| Inscrits       | Inscrits                 | Inscrits       | 63 575       | 100,00       | 63 573      | 100,00      |  |
| Abstentions    | Abstentions              | Abstentions    | 20 743       | 32,63        | 19 667      | 30,94       |  |
| Votants        | Votants                  | Votants        | 42 832       | 67,37        | 43 906      | 69,06       |  |
| Blancs et nuls | Blancs et nuls           | Blancs et nuls | 1 196        | 2,79         | 2 174       | 4,95        |  |
| Exprimés       | Exprimés                 | Exprimés       | 41 636       | 97,21        | 41 732      | 95,05       |  |

#### Huitième circonscription (Langon)
| Candidat       | Candidat                   | Parti          | Premier tour | Premier tour | Second tour | Second tour |  |
| Candidat       | Candidat                   | Parti          | Voix         | %            | Voix        | %           |  |
| -------------- | -------------------------- | -------------- | ------------ | ------------ | ----------- | ----------- |  |
|                | Jean Sourbet sortant réélu | CNIP           | 12 295       | 32,7         | 16 916      | 41,32       |  |
|                | Cyrille Azzola             | UNR-UDT        | 10 360       | 27,56        | 13 990      | 34,18       |  |
|                | Jean Lafourcade            | PCF            | 6 570        | 17,48        | 10 030      | 24,5        |  |
|                | René-William Thorp         | Radsoc         | 4 356        | 11,59        | Retrait     | Retrait     |  |
|                | André Mourlanne            | SFIO           | 4 015        | 10,68        | Retrait     | Retrait     |  |
|                |                            |                |              |              |             |             |  |
| Inscrits       | Inscrits                   | Inscrits       | 59 437       | 100,00       | 59 452      | 100,00      |  |
| Abstentions    | Abstentions                | Abstentions    | 20 633       | 34,71        | 17 492      | 29,42       |  |
| Votants        | Votants                    | Votants        | 38 804       | 65,29        | 41 960      | 70,58       |  |
| Blancs et nuls | Blancs et nuls             | Blancs et nuls | 1 208        | 3,11         | 1 024       | 2,44        |  |
| Exprimés       | Exprimés                   | Exprimés       | 37 596       | 96,89        | 40 936      | 97,56       |  |

#### Neuvième circonscription (Libourne)
| Candidat       | Candidat                      | Parti          | Premier tour | Premier tour | Second tour | Second tour |  |
| Candidat       | Candidat                      | Parti          | Voix         | %            | Voix        | %           |  |
| -------------- | ----------------------------- | -------------- | ------------ | ------------ | ----------- | ----------- |  |
|                | Robert Boulin sortant réélu   | UNR-UDT        | 16 350       | 48,2         | 20 251      | 56,71       |  |
|                | Jean Bernadet                 | SFIO           | 6 621        | 19,52        | 15 456      | 43,29       |  |
|                | Guy Duluc                     | CNIP           | 4 970        | 14,65        | Retrait     | Retrait     |  |
|                | André Gaillard                | PCF            | 4 490        | 13,24        | Retrait     | Retrait     |  |
|                | Maurice Carmona               | PSU            | 1 253        | 3,69         |             |             |  |
|                | Gabriel du Foussat de Bogeron | Extrême droite | 239          | 0,7          |             |             |  |
|                |                               |                |              |              |             |             |  |
| Inscrits       | Inscrits                      | Inscrits       | 54 937       | 100,00       | 53 668      | 100,00      |  |
| Abstentions    | Abstentions                   | Abstentions    | 20 012       | 36,43        | 16 576      | 30,89       |  |
| Votants        | Votants                       | Votants        | 34 925       | 63,57        | 37 092      | 69,11       |  |
| Blancs et nuls | Blancs et nuls                | Blancs et nuls | 1 002        | 2,87         | 1 385       | 3,73        |  |
| Exprimés       | Exprimés                      | Exprimés       | 33 923       | 97,13        | 35 707      | 96,27       |  |

#### Dixième circonscription (Blaye)
| Candidat       | Candidat                      | Parti          | Premier tour | Premier tour | Second tour | Second tour |  |
| Candidat       | Candidat                      | Parti          | Voix         | %            | Voix        | %           |  |
| -------------- | ----------------------------- | -------------- | ------------ | ------------ | ----------- | ----------- |  |
|                | Gérard Deliaune sortant réélu | UNR-UDT        | 12 835       | 45           | 15 250      | 52,27       |  |
|                | Roland Puyoou                 | CNIP           | 7 448        | 26,11        | 13 925      | 47,73       |  |
|                | Pierre Bergeon                | Radsoc         | 5 247        | 18,4         | Retrait     | Retrait     |  |
|                | Jean-Paul Bugeaud             | PCF            | 2 992        | 10,49        | Retrait     | Retrait     |  |
|                |                               |                |              |              |             |             |  |
| Inscrits       | Inscrits                      | Inscrits       | 47 253       | 100,00       | 46 429      | 100,00      |  |
| Abstentions    | Abstentions                   | Abstentions    | 17 639       | 37,33        | 15 964      | 34,38       |  |
| Votants        | Votants                       | Votants        | 29 614       | 62,67        | 30 465      | 65,62       |  |
| Blancs et nuls | Blancs et nuls                | Blancs et nuls | 1 092        | 3,69         | 1 290       | 4,23        |  |
| Exprimés       | Exprimés                      | Exprimés       | 28 522       | 96,31        | 29 175      | 95,77       |  |